# Morti il 3 agosto
| Questa pagina contiene informazioni ricavate automaticamente dalle voci biografiche con l'ausilio del template Bio e di un bot. L'aggiornamento è periodico e automatico e ricostruisce completamente la pagina. Se manca una persona in questa lista, sei pregato di non aggiungerla, ma accertati piuttosto che la sua voce biografica contenga il template Bio e che i dati anagrafici siano correttamente compilati. Se il template Bio manca, inseriscilo tu stesso o, in alternativa, metti l'avviso {{tmp\|Bio}} che ne segnala la mancanza. Se i dati riportati sono sbagliati, correggi direttamente la voce biografica; le modifiche saranno visibili in questa lista entro pochi giorni. Per chiarimenti vedi il progetto biografie. La lista contiene solo le 522 persone che sono citate nell'enciclopedia e per le quali è stato implementato correttamente il template Bio. Pagina aggiornata al 17 ago 2025. |

## I secolo(1)
- 79 - Aspreno di Napoli, vescovo e santo romano

## V secolo(1)
- 418 - Gaudenzio di Novara, vescovo e santo italiano (n. 327)

## VI secolo(1)
- 558 - Giovanni I, vescovo bizantino

## X secolo(5)
- 908 - Egino di Turingia, nobile tedesco
- 908 - Rodolfo I di Würzburg, vescovo tedesco
- 908 - Burcardo di Turingia, nobile tedesco
- 940 - Bennone di Metz, monaco cristiano e vescovo tedesco
- 979 - Tietmaro di Meißen, nobile tedesco (n. 925)

## XI secolo(3)
- 1003 - Al-Ta'i', califfo (n. 932)
- 1014 - Hakim al-Nishaburi, storiografo arabo (n. 933)
- 1100 - Ottone di Strasburgo, vescovo cattolico tedesco

## XII secolo(2)
- 1105 - Pietro di Anagni, vescovo cattolico e santo italiano
- 1159 - Valteno di Melrose, abate e santo scozzese

## XIII secolo(3)
- 1231 - Richard le Grant, arcivescovo inglese
- 1270 - Giovanni Tristano di Valois, nobile francese (n. 1250)
- 1298 - Jean di Nanteuil, vescovo cattolico francese

## XIV secolo(6)
- 1318 - Michel du Bec-Crespin, cardinale francese
- 1321 - Rinaldo da Concorezzo, arcivescovo cattolico italiano (n. 1250)
- 1323 - Agostino Casotti, vescovo cattolico e beato dalmata
- 1326 - Roger Mortimer di Chirk, nobile britannico
- 1348 - Gauscelin de Jean, cardinale, vescovo cattolico e diplomatico francese
- 1387 - Olaf IV di Norvegia, re (n. 1370)

## XV secolo(4)
- 1460 - Giacomo II di Scozia, re (n. 1430)
- 1479 - Antonio Jacopo Venier, cardinale e vescovo cattolico italiano (n. 1422)
- 1481 - Giovanni da Colonia, architetto tedesco
- 1486 - Asakura Ujikage, militare giapponese (n. 1449)

## XVI secolo(14)
- 1522 - Juan de Badajoz il Vecchio, architetto spagnolo
- 1524 - Bartolomeo Berrettaro, scultore italiano
- 1530 - Amico d'Arsoli, militare italiano
- 1530 - Francesco Ferrucci, generale italiano (n. 1489)
- 1530 - Filiberto di Chalon, condottiero francese (n. 1502)
- 1534 - Andrea della Valle, cardinale e vescovo cattolico italiano (n. 1463)
- 1535 - Pier Francesco Florenzuoli, architetto italiano (n. 1470)
- 1545 - Benedetto Giovio, notaio e storico italiano (n. 1471)
- 1546 - Étienne Dolet, umanista francese (n. 1509)
- 1546 - Antonio da Sangallo il Giovane, architetto italiano (n. 1484)
- 1550 - Ludovico Furconio, vescovo cattolico italiano
- 1562 - John de Vere, XVI conte di Oxford, conte britannico (n. 1516)
- 1587 - Niccolò Balbani, teologo italiano (n. 1522)
- 1590 - Giovanni Trevisan, abate e patriarca cattolico italiano (n. 1503)

## XVII secolo(19)
- 1602 - Mudzaffar Shah III di Kedah, sovrano malese
- 1604 - Bernardino de Mendoza, militare, diplomatico e scrittore spagnolo (n. 1540)
- 1614 - Francesco di Borbone-Conti, condottiero francese (n. 1558)
- 1616 - Hans Meinhard von Schönberg, politico e militare tedesco (n. 1582)
- 1619 - Johann Leuw, condottiero, politico e agricoltore svizzero
- 1619 - Dorothy Percy, contessa di Northumberland, nobildonna inglese (n. 1564)
- 1621 - Anna Caterina Gonzaga, nobile italiana (n. 1566)
- 1623 - Martino Ferrabosco, architetto e incisore italiano
- 1630 - Federico I Gonzaga di Luzzara, nobile e militare italiano (n. 1581)
- 1631 - Jean Prévost, medico e botanico svizzero (n. 1585)
- 1638 - Filippo Maurizio di Hanau-Münzenberg, conte tedesco (n. 1605)
- 1645 - Franz von Mercy, generale tedesco
- 1656 - Gian Giacomo Teodoro Trivulzio, cardinale italiano (n. 1597)
- 1664 - Jacopo Vignali, pittore italiano (n. 1592)
- 1671 - Antonio Barberini, cardinale italiano (n. 1607)
- 1686 - Anna Margherita di Assia-Homburg, nobile tedesca (n. 1629)
- 1688 - Pietro Magri, presbitero italiano (n. 1622)
- 1692 - Federico di Schleswig-Holstein-Sonderburg-Augustenburg, nobiluomo tedesco (n. 1652)
- 1699 - Pedro Roldán, scultore spagnolo (n. 1624)

## XVIII secolo(28)
- 1719 - Johann Philipp von Greiffenclau zu Vollraths, vescovo cattolico tedesco (n. 1652)
- 1720 - Anthonie Heinsius, politico olandese (n. 1641)
- 1721 - Grinling Gibbons, scultore inglese (n. 1648)
- 1721 - Stanisław Szembek, arcivescovo cattolico polacco (n. 1650)
- 1728 - Abraham de Peyster, politico statunitense (n. 1657)
- 1741 - Lorenzo Altieri, cardinale italiano (n. 1671)
- 1750 - Louis-Jacques Chapt de Rastignac, arcivescovo cattolico francese (n. 1684)
- 1753 - Louis Henri de La Tour d'Auvergne, nobile francese (n. 1679)
- 1757 - Carlo Guglielmo Federico di Brandeburgo-Ansbach, nobile tedesco (n. 1712)
- 1762 - Stanisław Poniatowski, nobile polacco (n. 1676)
- 1764 - Mary Godolphin, nobildonna inglese (n. 1723)
- 1766 - Manuele Giuseppe di Braganza, nobile (n. 1697)
- 1768 - Carlo Sebastiano Berardi, presbitero e avvocato italiano (n. 1719)
- 1768 - Thomas Secker, arcivescovo anglicano inglese (n. 1693)
- 1770 - Guillaume-François Rouelle, chimico e farmacista francese (n. 1703)
- 1772 - Andrés Piquer, scrittore, filosofo e logico spagnolo (n. 1711)
- 1773 - Stanislao Konarski, pedagogo, poeta e drammaturgo polacco (n. 1700)
- 1776 - Peter Jacob Horemans, pittore fiammingo (n. 1700)
- 1780 - Étienne Bonnot de Condillac, filosofo, enciclopedista e economista francese (n. 1714)
- 1782 - Giovanni Ottavio Bufalini, cardinale e arcivescovo cattolico italiano (n. 1709)
- 1784 - Giovanni Battista Martini, francescano, compositore e teorico della musica italiano (n. 1706)
- 1792 - Richard Arkwright, ingegnere e imprenditore inglese (n. 1732)
- 1793 - John Hobart, II conte di Buckinghamshire, nobile e politico inglese (n. 1723)
- 1797 - Jeffrey Amherst, I barone Amherst, generale britannico (n. 1717)
- 1797 - Secondo Berruti, medico e patriota italiano (n. 1767)
- 1797 - Gioachino Testa, avvocato e patriota italiano (n. 1771)
- 1800 - Carl Friedrich Fasch, clavicembalista e compositore tedesco (n. 1736)
- 1800 - Friedrich Gilly, architetto tedesco (n. 1772)

## XIX secolo(57)
- 1802 - Enrico di Prussia, principe e generale prussiano (n. 1726)
- 1805 - Christopher Anstey, scrittore inglese (n. 1724)
- 1805 - Jean-René de Verdun de La Crenne, militare e scienziato francese (n. 1741)
- 1806 - Michel Adanson, botanico francese (n. 1727)
- 1812 - Martin Hamaliar, scrittore e pastore protestante slovacco (n. 1750)
- 1813 - Benito Pérez Brito, ufficiale spagnolo (n. 1747)
- 1816 - François-André Vincent, pittore francese (n. 1746)
- 1825 - Friedrich Karl zu Löwenstein-Wertheim-Freudenberg, principe e politico tedesco (n. 1743)
- 1828 - Louis Lafitte, pittore francese (n. 1770)
- 1833 - Claire Démar, attivista francese (n. 1799)
- 1834 - August Christian Andreas Abel, violinista tedesco (n. 1751)
- 1837 - Pio Augusto in Baviera, principe tedesco (n. 1786)
- 1839 - Dorothea Schlegel, scrittrice e traduttrice tedesca (n. 1764)
- 1842 - Antonio Marsand, presbitero e critico letterario italiano (n. 1765)
- 1843 - Fabrizio Sceberras Testaferrata, cardinale e arcivescovo cattolico maltese (n. 1757)
- 1846 - Kaspar Max Droste zu Vischering, vescovo cattolico tedesco (n. 1770)
- 1849 - Constance-Marie Charpentier, pittrice francese (n. 1767)
- 1853 - Benedetto Denti, vescovo cattolico italiano (n. 1782)
- 1853 - Giorgio di Sassonia-Altenburg, duca (n. 1796)
- 1855 - Pier Damiano Armandi, generale italiano (n. 1778)
- 1857 - Eugène Sue, scrittore francese (n. 1804)
- 1859 - Aleksej Tyranov, pittore russo (n. 1808)
- 1861 - Charles Théophile Bruand d'Uzelle, entomologo francese (n. 1808)
- 1862 - Luigi Marchesi, pittore italiano (n. 1825)
- 1863 - Giovanni Corrao, generale, patriota e rivoluzionario italiano (n. 1822)
- 1866 - Friedrich Karl Hermann Kruse, storico tedesco (n. 1790)
- 1866 - Joachim von Münch-Bellinghausen, diplomatico austriaco (n. 1786)
- 1867 - August Boeckh, grecista e filologo classico tedesco (n. 1785)
- 1867 - Faustin Soulouque, politico haitiano (n. 1782)
- 1868 - Elisa Bailly de Vilmorin, botanica, imprenditrice e agronoma francese (n. 1826)
- 1870 - Pompejus Bolley, chimico tedesco (n. 1812)
- 1870 - Rinaldo Simonetti, imprenditore e politico italiano (n. 1821)
- 1871 - Giovanni Battista Lusiardi, patriota italiano (n. 1831)
- 1872 - William Davies Evans, scacchista gallese (n. 1790)
- 1872 - Emmanuele Palazzotto, architetto italiano (n. 1798)
- 1874 - Hans Ferdinand Massmann, filologo tedesco (n. 1797)
- 1875 - Agenor Gołuchowski, politico polacco (n. 1812)
- 1879 - Giulia Molino-Colombini, scrittrice, poetessa e pedagoga italiana (n. 1812)
- 1879 - Giovanni Pantaleo, patriota e militare italiano (n. 1831)
- 1880 - Raffaele Conforti, politico e patriota italiano (n. 1804)
- 1880 - Mungo Ponton, chimico scozzese (n. 1801)
- 1882 - François Wartel, tenore francese (n. 1806)
- 1883 - Giuseppe Maria Papardo del Parco, arcivescovo cattolico italiano (n. 1819)
- 1883 - Nicola Antonio Pedicino, botanico italiano (n. 1839)
- 1888 - Carlo Battaglini, avvocato e politico svizzero (n. 1812)
- 1889 - Hippolyte Jouvin, fotografo francese (n. 1825)
- 1889 - Veronica Micle, poetessa e scrittrice romena (n. 1850)
- 1889 - Félix Pyat, politico, drammaturgo e giornalista francese (n. 1810)
- 1890 - Louise-Victorine Ackermann, poetessa francese (n. 1813)
- 1891 - Francis Fane, XII conte di Westmorland, ufficiale inglese (n. 1825)
- 1892 - Christophe-Ernest Bonjean, arcivescovo cattolico francese (n. 1823)
- 1892 - Johann August Nauck, filologo classico tedesco (n. 1822)
- 1894 - George Inness, pittore statunitense (n. 1825)
- 1898 - Luigia Codemo, scrittrice e romanziera italiana (n. 1828)
- 1898 - Charles Garnier, architetto francese (n. 1825)
- 1899 - Giovanni Battista Villa, scultore italiano (n. 1832)
- 1900 - Gaetano Brunetti, politico italiano (n. 1829)

## XX secolo(227)
- 1901 - Enrico Chiaradia, scultore italiano (n. 1851)
- 1905 - Elizabeth Fleischman, scienziata statunitense (n. 1867)
- 1905 - Tullo Massarani, scrittore, artista e politico italiano (n. 1826)
- 1907 - Augustus Saint-Gaudens, scultore statunitense (n. 1848)
- 1911 - Reinhold Begas, scultore tedesco (n. 1831)
- 1911 - Samuel Gee, medico britannico (n. 1839)
- 1912 - Giulia Turco Turcati Lazzari, scrittrice italiana (n. 1848)
- 1913 - Josephine Cochrane, inventrice statunitense (n. 1839)
- 1913 - Joseph Graybill, attore statunitense (n. 1887)
- 1913 - William Lyne, politico australiano (n. 1844)
- 1914 - William B. Strong, imprenditore statunitense (n. 1837)
- 1914 - Geremia Bonomelli, vescovo cattolico italiano (n. 1831)
- 1914 - Louis Couturat, matematico, logico e glottoteta francese (n. 1868)
- 1915 - Luigi Lucatelli, giornalista e scrittore italiano (n. 1877)
- 1916 - Roger Casement, diplomatico e attivista britannico (n. 1864)
- 1917 - Ferdinand Georg Frobenius, matematico tedesco (n. 1849)
- 1918 - Albert Hahn, artista e fumettista olandese (n. 1877)
- 1918 - Hugo II Logothetti, diplomatico e politico austriaco (n. 1852)
- 1919 - Paul Hartwig, archeologo tedesco (n. 1859)
- 1919 - Ceccardo Roccatagliata Ceccardi, poeta italiano (n. 1871)
- 1920 - Ergisto Bezzi, patriota italiano (n. 1835)
- 1922 - Emma Bell Clifton, sceneggiatrice e attrice statunitense (n. 1874)
- 1922 - Charles Bunyan, calciatore e allenatore di calcio inglese (n. 1869)
- 1923 - Clemente Caldesi, avvocato e politico italiano (n. 1848)
- 1923 - Maria Lucrezia Zileri dal Verme, religiosa italiana (n. 1839)
- 1924 - Joseph Conrad, scrittore e navigatore polacco (n. 1857)
- 1926 - Albert Corey, maratoneta e mezzofondista francese (n. 1878)
- 1926 - Diogène Maillart, pittore francese (n. 1840)
- 1927 - Stojan Mihajlovski, poeta e drammaturgo bulgaro (n. 1856)
- 1927 - Edward Titchener, psicologo e filosofo britannico (n. 1867)
- 1928 - James A. Allison, imprenditore statunitense (n. 1872)
- 1928 - Jovan Avakumović, politico serbo (n. 1841)
- 1928 - Mikhail Andreyevich Reysner, giurista, storico e psicologo russo (n. 1868)
- 1929 - Emile Berliner, inventore tedesco (n. 1851)
- 1929 - Marcel Fabre, attore, regista e sceneggiatore spagnolo (n. 1884)
- 1929 - Thorstein Veblen, economista e sociologo statunitense (n. 1857)
- 1930 - Giulio Justolin, pittore italiano (n. 1866)
- 1932 - Giorgio Cicogna, scrittore e inventore italiano (n. 1899)
- 1933 - Antonio De Tomaso, politico argentino (n. 1889)
- 1933 - Romeo Sartori, militare e aviatore italiano (n. 1897)
- 1933 - Otto Stapf, botanico austriaco (n. 1857)
- 1934 - Enrico Venier, pallanuotista e nuotatore italiano (n. 1882)
- 1935 - Douglas Payne, attore britannico (n. 1875)
- 1935 - Şehzade Mehmed Abdülkerim, principe ottomano (n. 1906)
- 1936 - Fulgence Bienvenüe, ingegnere francese (n. 1852)
- 1936 - Arcangelo Ilvento, medico italiano (n. 1877)
- 1936 - Pietro Romualdo Pirotta, botanico e naturalista italiano (n. 1853)
- 1937 - Fausto Cucchi Boasso, ambasciatore italiano (n. 1864)
- 1938 - August Achtenhagen, pittore tedesco (n. 1865)
- 1939 - August Enna, compositore danese (n. 1859)
- 1940 - Krishna Raja Wadiyar IV, principe indiano (n. 1884)
- 1941 - Martin Meulenberg, vescovo cattolico tedesco (n. 1872)
- 1941 - Leopold Richter, calciatore tedesco (n. 1885)
- 1941 - Paul L. Strack, numismatico e storico tedesco (n. 1904)
- 1942 - Bruno Carloni, militare italiano (n. 1920)
- 1942 - James Cruze, regista, attore e produttore cinematografico statunitense (n. 1884)
- 1942 - Aldo Falchi, calciatore e militare italiano (n. 1889)
- 1942 - Guglielmo Ferrero, sociologo, storico e scrittore italiano (n. 1871)
- 1942 - Francesco Ghezzi, anarchico e sindacalista italiano (n. 1893)
- 1942 - William Hamilton, montatore e regista statunitense (n. 1893)
- 1942 - Berardino Leoni, militare italiano (n. 1919)
- 1942 - Richard Martin Willstätter, chimico tedesco (n. 1872)
- 1943 - Frumka Płotnicka, attivista polacca (n. 1914)
- 1944 - Luigi Capriolo, partigiano italiano (n. 1902)
- 1944 - Ramon Fernandez, scrittore, giornalista e critico letterario francese (n. 1894)
- 1944 - Francisco Gómez-Jordana Sousa, militare e politico spagnolo (n. 1876)
- 1944 - Lauri Koskela, lottatore finlandese (n. 1907)
- 1946 - Marf, paroliere e compositore italiano (n. 1894)
- 1946 - Viktor Deni, disegnatore russo (n. 1893)
- 1946 - Frank Newton, golfista statunitense (n. 1874)
- 1946 - Mario Paci, pianista e direttore d'orchestra italiano (n. 1878)
- 1947 - José Pardo y Barreda, politico peruviano (n. 1864)
- 1948 - Corradina Mola, clavicembalista italiana (n. 1896)
- 1948 - Tommy Ryan, pugile statunitense (n. 1870)
- 1948 - Rosika Schwimmer, politica, diplomatica e attivista ungherese (n. 1877)
- 1949 - Arturo Giuliano, militare e politico italiano (n. 1875)
- 1950 - Martha Matilda Harper, imprenditrice, economista e inventrice statunitense (n. 1857)
- 1950 - Ture Hedman, ginnasta svedese (n. 1895)
- 1952 - Gustáv Mallý, pittore slovacco (n. 1879)
- 1952 - Henry Otto, attore, regista e sceneggiatore statunitense (n. 1877)
- 1952 - Vincenzo Scarpetta, attore, regista e commediografo italiano (n. 1877)
- 1954 - Colette, scrittrice e attrice teatrale francese (n. 1873)
- 1955 - Isaac Cline, meteorologo statunitense (n. 1861)
- 1956 - Riccardo Battistoni, calciatore italiano (n. 1895)
- 1957 - Devdas Gandhi, attivista e giornalista indiano (n. 1900)
- 1957 - Chuck Rose, tiratore di fune statunitense (n. 1873)
- 1958 - Vito Cosimo Basile, poeta e scrittore italiano (n. 1887)
- 1958 - Peter Collins, pilota automobilistico britannico (n. 1931)
- 1958 - Pierre Massy, calciatore olandese (n. 1900)
- 1958 - Lorenzo Oleario De Bellagente, calciatore italiano (n. 1896)
- 1959 - Carlo Antoni, filosofo, storico della filosofia e politico italiano (n. 1896)
- 1959 - Fernando Carpi, tenore italiano (n. 1876)
- 1959 - Paul Forell, calciatore tedesco (n. 1892)
- 1959 - Jakob Nielsen, matematico danese (n. 1890)
- 1960 - Virginia Balistrieri, attrice italiana (n. 1888)
- 1960 - Ed Carmichael, ginnasta statunitense (n. 1907)
- 1960 - Warren Newcombe, effettista statunitense (n. 1894)
- 1961 - Giovanni Battista Angioletti, giornalista e scrittore italiano (n. 1896)
- 1961 - Nicola Canali, cardinale italiano (n. 1874)
- 1961 - Julius Clementz, calciatore norvegese (n. 1890)
- 1961 - Zoltán Tildy, politico ungherese (n. 1889)
- 1962 - Luigi Garlatti Venturini, architetto italiano (n. 1885)
- 1963 - Lambertus Benenga, nuotatore olandese (n. 1886)
- 1963 - Joseph Gotthardt, missionario e arcivescovo cattolico tedesco (n. 1880)
- 1963 - Stephen Ward, medico e disegnatore britannico (n. 1912)
- 1963 - James David Zellerbach, imprenditore e diplomatico statunitense (n. 1892)
- 1963 - Luís Mena e Silva, cavallerizza portoghese (n. 1902)
- 1964 - Giuseppe Gardella, medico italiano (n. 1900)
- 1964 - Flannery O'Connor, scrittrice statunitense (n. 1925)
- 1965 - Max Gumpel, pallanuotista e nuotatore svedese (n. 1890)
- 1965 - Bruce Manning, sceneggiatore e produttore cinematografico statunitense (n. 1902)
- 1966 - Lenny Bruce, comico e cabarettista statunitense (n. 1925)
- 1966 - Tristan Klingsor, scrittore, pittore e critico d'arte francese (n. 1874)
- 1966 - René Schick Gutiérrez, politico nicaraguense (n. 1909)
- 1967 - Paul Löbe, politico e giornalista tedesco (n. 1875)
- 1967 - Luisella Visconti, doppiatrice, attrice e modella italiana (n. 1928)
- 1968 - Pietro Carloni, attore italiano (n. 1896)
- 1968 - Tino Erler, attore italiano (n. 1899)
- 1968 - Xavier Lesage, cavaliere francese (n. 1885)
- 1968 - Konstantin Konstantinovič Rokossovskij, generale sovietico (n. 1896)
- 1968 - Carlo Tucci, generale italiano (n. 1888)
- 1970 - Gérard Isbecque, calciatore francese (n. 1897)
- 1970 - Heinz London, fisico tedesco (n. 1907)
- 1971 - Ernst Eklund, attore, commediografo e regista cinematografico svedese (n. 1882)
- 1971 - Azriel Luboshitz, cestista israeliano (n. 1935)
- 1973 - Guido Ferracin, pugile italiano (n. 1926)
- 1973 - Garibaldo Marussi, scrittore, poeta e critico d'arte italiano (n. 1909)
- 1973 - Ilias Venezis, scrittore greco (n. 1904)
- 1974 - Edna Murphy, attrice statunitense (n. 1899)
- 1974 - Almira Sessions, attrice statunitense (n. 1888)
- 1975 - Andreas Embirikos, poeta greco (n. 1901)
- 1975 - Ruth Lee, attrice statunitense (n. 1895)
- 1975 - Jack Molinas, cestista statunitense (n. 1931)
- 1975 - Voldemārs Šmits, cestista e pallavolista lettone (n. 1918)
- 1976 - Olimpio Bizzi, ciclista su strada italiano (n. 1916)
- 1976 - Francis Festing, generale britannico (n. 1902)
- 1976 - Jan Knobloch, calciatore cecoslovacco (n. 1905)
- 1976 - Valerij Sablin, militare sovietico (n. 1939)
- 1976 - Romolo Venucci, pittore e scultore italiano (n. 1903)
- 1976 - Calogero Volpe, politico, medico e mafioso italiano (n. 1910)
- 1977 - Alfred Lunt, attore e regista statunitense (n. 1892)
- 1977 - Makarios III, arcivescovo ortodosso e politico cipriota (n. 1913)
- 1977 - Camille Schumacher, calciatore lussemburghese (n. 1896)
- 1977 - Antonio Villani, calciatore italiano (n. 1901)
- 1978 - Luo Ruiqing, politico e generale cinese (n. 1906)
- 1978 - Juan López, velocista uruguaiano (n. 1926)
- 1978 - Aleksandrs Priede, calciatore lettone (n. 1907)
- 1978 - Einar Wilhelms, calciatore norvegese (n. 1895)
- 1979 - Renato Bottacini, dirigente sportivo, allenatore di calcio e calciatore italiano (n. 1901)
- 1979 - Renato Fasano, compositore, pianista e direttore d'orchestra italiano (n. 1902)
- 1979 - Bertil Ohlin, economista e politico svedese (n. 1899)
- 1979 - Alfredo Ottaviani, cardinale e arcivescovo cattolico italiano (n. 1890)
- 1979 - Enrico Sala, ciclista su strada italiano (n. 1891)
- 1980 - Dionýz Ilkovič, fisico e chimico slovacco (n. 1907)
- 1980 - Augusto Vanarelli, pittore, scultore e designer italiano (n. 1913)
- 1981 - Wolfgang Heidenfeld, scacchista tedesco (n. 1911)
- 1981 - Fritz Jacobsen, militare e aviatore tedesco (n. 1894)
- 1981 - Pietro Romanelli, archeologo italiano (n. 1889)
- 1981 - Rocco Santacroce, antifascista, partigiano e politico italiano (n. 1896)
- 1982 - Carlo Alberto Cappelli, impresario teatrale, editore e direttore artistico italiana (n. 1907)
- 1983 - Jobriath, cantante statunitense (n. 1946)
- 1983 - Athos Dianti, calciatore italiano (n. 1916)
- 1983 - Stepas Garbačiauskas, calciatore lituano (n. 1900)
- 1983 - Carolyn Jones, attrice statunitense (n. 1930)
- 1984 - Michail Jur'evič Bulgakov, calciatore sovietico (n. 1951)
- 1984 - Raffaele Di Nardo, politico italiano (n. 1917)
- 1984 - Vladimir Fëdorovič Tendrjakov, scrittore sovietico (n. 1923)
- 1985 - Arduino Cerutti, politico e avvocato italiano (n. 1897)
- 1985 - Ludwig Jetzinger, calciatore austriaco (n. 1892)
- 1985 - Ennio Neri, compositore e poeta italiano (n. 1891)
- 1985 - Giuseppe Raimondi, scrittore italiano (n. 1898)
- 1986 - Paul de Groot, politico olandese (n. 1899)
- 1986 - Beryl Markham, aviatrice e scrittrice britannica (n. 1902)
- 1986 - Mario Petroncelli, giurista italiano (n. 1906)
- 1987 - Carlo Ludovico Ragghianti, storico dell'arte, critico d'arte e politico italiano (n. 1910)
- 1988 - Chet Carlisle, cestista statunitense (n. 1916)
- 1988 - Vic Watson, calciatore inglese (n. 1897)
- 1988 - Harlan Wilson, cestista statunitense (n. 1914)
- 1988 - Renzo Zacchetti, scultore italiano (n. 1901)
- 1989 - Dominic Behan, paroliere, scrittore e cantautore irlandese (n. 1928)
- 1989 - Alfredo Bodoira, calciatore e allenatore di calcio italiano (n. 1911)
- 1989 - Antonia Brico, direttrice d'orchestra e pianista statunitense (n. 1902)
- 1989 - Roberto Cenci, pittore italiano (n. 1915)
- 1989 - Paolo Garretto, pittore, disegnatore e grafico italiano (n. 1903)
- 1989 - Egon Orován, fisico ungherese (n. 1902)
- 1989 - Johannes Schöne, calciatore tedesco orientale (n. 1920)
- 1990 - Betty Amann, attrice tedesca (n. 1905)
- 1990 - Nella Maria Bonora, attrice e doppiatrice italiana (n. 1904)
- 1990 - Angelo Facchin, politico italiano (n. 1904)
- 1990 - Luigi Petrungaro, attore italiano (n. 1904)
- 1990 - Mariano Trigo, pallanuotista spagnolo (n. 1900)
- 1990 - Paul Watkins, musicista statunitense (n. 1950)
- 1991 - John Field, ballerino e direttore artistico britannico (n. 1921)
- 1991 - Georg Krog, pattinatore di velocità su ghiaccio norvegese (n. 1915)
- 1991 - Angelo Nicosia, politico italiano (n. 1926)
- 1991 - Ali Sabri, politico e militare egiziano (n. 1920)
- 1991 - Károly Sós, calciatore e allenatore di calcio ungherese (n. 1909)
- 1992 - Don Lang, trombonista e cantante britannico (n. 1925)
- 1992 - Eddie Riska, cestista e allenatore di pallacanestro statunitense (n. 1919)
- 1992 - Wang Hongwen, politico cinese (n. 1935)
- 1993 - Lúcio Alves, cantante, chitarrista e compositore brasiliano (n. 1927)
- 1993 - Vittorio Badini Confalonieri, avvocato e politico italiano (n. 1914)
- 1993 - Giacomo Carlo Bascapè, storico, paleografo e archivista italiano (n. 1902)
- 1993 - James Donald, attore britannico (n. 1917)
- 1993 - Alwyn Howard Gentry, botanico statunitense (n. 1945)
- 1994 - Gennaro Licciardi, mafioso italiano (n. 1956)
- 1994 - Innokentij Michajlovič Smoktunovskij, attore russo (n. 1925)
- 1994 - Carlo Tassi, politico italiano (n. 1938)
- 1995 - Saro Coci, calciatore e allenatore di calcio italiano (n. 1934)
- 1995 - Dick Foss, calciatore inglese (n. 1912)
- 1995 - Brendon Hackwill, cestista e giocatore di football australiano australiano (n. 1942)
- 1995 - Ida Lupino, attrice, regista e sceneggiatrice inglese (n. 1918)
- 1996 - Guido Alberti, attore italiano (n. 1909)
- 1996 - Umberto Fedeli, cestista, allenatore di pallacanestro e arbitro di pallacanestro italiano (n. 1903)
- 1996 - Luciano Tajoli, cantante e attore italiano (n. 1920)
- 1996 - Roberto Tassi, storico dell'arte e critico d'arte italiano (n. 1921)
- 1997 - Giuseppe Borrè, magistrato italiano (n. 1932)
- 1997 - Mladen Koščak, calciatore jugoslavo (n. 1936)
- 1998 - Reizō Koike, nuotatore giapponese (n. 1915)
- 1998 - Al'fred Garrievič Šnitke, compositore e pianista russo (n. 1934)
- 1998 - Alan Walsh, fisico e chimico britannico (n. 1916)
- 1998 - Virgilio Zuffi, ciclista su strada italiano (n. 1908)
- 1999 - Bob Mollohan, politico statunitense (n. 1909)
- 1999 - Leroy Vinnegar, contrabbassista e compositore statunitense (n. 1928)
- 2000 - Marino Berengo, storico italiano (n. 1928)
- 2000 - Mirian Calkalamanidze, lottatore sovietico (n. 1927)
- 2000 - Joann Lõssov, cestista sovietico (n. 1921)

## XXI secolo(151)
- 2001 - Giovanni Aquilecchia, letterato italiano (n. 1923)
- 2001 - Christopher Hewett, attore e regista teatrale inglese (n. 1921)
- 2001 - Rosita Lojacono, pittrice italiana (n. 1897)
- 2001 - Frank Pakenham, politico e scrittore inglese (n. 1905)
- 2001 - Mario Perazzolo, allenatore di calcio e calciatore italiano (n. 1911)
- 2003 - Joseph Saidu Momoh, politico sierraleonese (n. 1937)
- 2003 - Anton Spitaler, orientalista tedesco (n. 1910)
- 2004 - Henri Cartier-Bresson, fotografo francese (n. 1908)
- 2004 - Geraldine Peroni, montatrice statunitense (n. 1953)
- 2004 - Orlando Strinati, allenatore di calcio e calciatore italiano (n. 1921)
- 2004 - Mercedes de Jesús Egido, religiosa spagnola (n. 1935)
- 2005 - Zaynab al-Ghazali, attivista egiziana (n. 1917)
- 2005 - Luis Barbero, attore spagnolo (n. 1916)
- 2005 - Georgij Kuznecov, regista sovietico (n. 1945)
- 2005 - Françoise d'Eaubonne, attivista francese (n. 1920)
- 2006 - Richard Barrett, cantante, cantautore e produttore discografico statunitense (n. 1933)
- 2006 - Rosendo Hernández, calciatore spagnolo (n. 1921)
- 2006 - Arthur Lee, cantante e chitarrista statunitense (n. 1945)
- 2006 - Giuseppe Marton, politico italiano (n. 1933)
- 2006 - Roy Pugh, cestista e allenatore di pallacanestro statunitense (n. 1922)
- 2006 - Ken Richmond, lottatore britannico (n. 1926)
- 2006 - Elisabeth Schwarzkopf, soprano tedesco (n. 1915)
- 2006 - Francisco Javier Toledo, calciatore honduregno (n. 1959)
- 2007 - John Edmund Gardner, scrittore inglese (n. 1926)
- 2007 - Colin Kapp, scrittore di fantascienza britannico (n. 1928)
- 2007 - Bachisio Scarpa, politico italiano (n. 1931)
- 2007 - Sergio Scarpa, politico italiano (n. 1917)
- 2008 - Anton Allemann, calciatore svizzero (n. 1936)
- 2008 - Giorgio Careri, fisico italiano (n. 1922)
- 2008 - Jeffrey S. Medkeff, astronomo statunitense (n. 1968)
- 2008 - Aleksandr Isaevič Solženicyn, scrittore, filosofo e storico sovietico (n. 1918)
- 2009 - Charles Gwathmey, architetto statunitense (n. 1938)
- 2009 - Nikolaos Makarezos, militare greco (n. 1919)
- 2009 - Ennio Parrelli, avvocato e politico italiano (n. 1924)
- 2009 - Vincenzo Regina, presbitero e storico italiano (n. 1910)
- 2010 - Luciano Erba, poeta, critico letterario e traduttore italiano (n. 1922)
- 2010 - Bobby Hebb, cantautore statunitense (n. 1938)
- 2010 - Mario Piccioli, superstite dell'Olocausto italiano (n. 1926)
- 2010 - Elvira Sellerio, editrice italiana (n. 1936)
- 2010 - Antonio Subirana, pallanuotista spagnolo (n. 1932)
- 2011 - Mario Berrino, pittore e imprenditore italiano (n. 1920)
- 2011 - Rudolf Brazda, tedesco (n. 1913)
- 2011 - Annette Charles, attrice statunitense (n. 1948)
- 2011 - Giorgio Fabor, compositore e direttore d'orchestra italiano (n. 1920)
- 2011 - Andrew McDermott, cantante britannico (n. 1966)
- 2011 - Ray Patterson, cestista, allenatore di pallacanestro e dirigente sportivo statunitense (n. 1922)
- 2011 - José Ignacio Rivero, giornalista cubano (n. 1920)
- 2011 - Mario Sitri, pugile italiano (n. 1936)
- 2011 - Bubba Smith, attore e giocatore di football americano statunitense (n. 1945)
- 2011 - Stig Sundqvist, allenatore di calcio e calciatore svedese (n. 1922)
- 2011 - Angelo Turconi, calciatore e allenatore di calcio italiano (n. 1923)
- 2011 - Ryszard Świerad, lottatore polacco (n. 1955)
- 2012 - Martin Fleischmann, chimico ceco (n. 1927)
- 2012 - Walter Márquez, cestista uruguaiano (n. 1936)
- 2012 - John Pritchard, cestista statunitense (n. 1927)
- 2012 - Tonino Pulci, attore e regista italiano (n. 1947)
- 2013 - Annibale De Faveri, ciclista su strada italiano (n. 1951)
- 2014 - Stefano Bonilli, imprenditore e giornalista italiano (n. 1945)
- 2014 - Edward Bede Clancy, cardinale e arcivescovo cattolico australiano (n. 1923)
- 2014 - Helmut Faeder, calciatore tedesco (n. 1935)
- 2014 - Franco Flamini, cestista, allenatore di pallacanestro e giornalista italiano (n. 1925)
- 2014 - Irena Mamińska, cestista polacca (n. 1923)
- 2014 - Riccardo Quinto, storico della filosofia italiano (n. 1961)
- 2014 - Dorothy Salisbury Davis, scrittrice statunitense (n. 1916)
- 2014 - Benedito de Ulhôa Vieira, arcivescovo cattolico brasiliano (n. 1920)
- 2015 - Salvatore Cassisa, arcivescovo cattolico italiano (n. 1921)
- 2015 - Robert Conquest, storico inglese (n. 1917)
- 2015 - Mel Farr, giocatore di football americano statunitense (n. 1944)
- 2015 - Coleen Gray, attrice statunitense (n. 1922)
- 2015 - Margot Loyola, cantautrice, antropologa e musicologa cilena (n. 1918)
- 2015 - Giovanni Riggi, mafioso statunitense (n. 1925)
- 2016 - Shahram Amiri, fisico iraniano (n. 1978)
- 2016 - Chris Amon, pilota automobilistico neozelandese (n. 1943)
- 2016 - Dante Biagioni, attore, doppiatore e direttore del doppiaggio italiano (n. 1935)
- 2016 - Mansueto Bianchi, vescovo cattolico italiano (n. 1949)
- 2016 - Ilia Coppi, partigiana e politica italiana (n. 1922)
- 2016 - Abdul Jeelani, cestista statunitense (n. 1954)
- 2016 - Steve LaTourette, politico e avvocato statunitense (n. 1954)
- 2016 - Shakira Martin, modella giamaicana (n. 1986)
- 2016 - Elliot Tiber, artista, sceneggiatore e scrittore statunitense (n. 1935)
- 2016 - Alessandro Vitali, calciatore e dirigente sportivo italiano (n. 1934)
- 2017 - Giovanni Benedetti, vescovo cattolico, teologo e giornalista italiano (n. 1917)
- 2017 - Ivan Gobry, storico e storico della filosofia francese (n. 1927)
- 2017 - Ty Hardin, attore statunitense (n. 1930)
- 2017 - Robert Hardy, attore britannico (n. 1925)
- 2017 - Dickie Hemric, cestista statunitense (n. 1933)
- 2017 - Ángel Nieto, pilota motociclistico spagnolo (n. 1947)
- 2017 - Claudia Pinza Bozzolla, soprano argentino (n. 1925)
- 2017 - Renato Squillante, giurista e magistrato italiano (n. 1925)
- 2017 - Emilio Straudi, violinista, direttore d'orchestra e compositore italiano (n. 1930)
- 2018 - Carlos Buttice, calciatore argentino (n. 1942)
- 2018 - Raffaele Castielli, vescovo cattolico italiano (n. 1927)
- 2018 - Giuseppe Di Maria, criminale italiano (n. 1936)
- 2018 - Moshé Mizrahi, regista e sceneggiatore israeliano (n. 1931)
- 2018 - Vito Rosaspina, politico e partigiano italiano (n. 1923)
- 2018 - Piotr Szulkin, regista e sceneggiatore polacco (n. 1950)
- 2018 - Ronnie Taylor, direttore della fotografia inglese (n. 1924)
- 2019 - Miklós Ambrus, pallanuotista ungherese (n. 1933)
- 2019 - Henri Belolo, compositore, musicista e produttore discografico francese (n. 1936)
- 2019 - Jean-Claude Bouttier, pugile e attore francese (n. 1944)
- 2019 - Cliff Branch, giocatore di football americano statunitense (n. 1948)
- 2019 - Nuon Chea, politico e rivoluzionario cambogiano (n. 1926)
- 2019 - Francesco Durante, giornalista, critico letterario e storico della letteratura italiano (n. 1952)
- 2019 - Basil Heatley, maratoneta britannico (n. 1933)
- 2019 - Nikolaj Kardašëv, astronomo russo (n. 1932)
- 2019 - Brian Lochore, rugbista a 15 e allenatore di rugby a 15 neozelandese (n. 1940)
- 2019 - Vigilio Mich, fondista italiano (n. 1931)
- 2019 - Michael Troy, nuotatore statunitense (n. 1940)
- 2020 - Carmine Benincasa, critico d'arte, filosofo e teologo italiano (n. 1947)
- 2020 - Ernesto Brambilla, pilota motociclistico e pilota automobilistico italiano (n. 1934)
- 2020 - Lorenzo Chiarinelli, vescovo cattolico italiano (n. 1935)
- 2020 - Shirley Ann Grau, scrittrice statunitense (n. 1929)
- 2020 - John Hume, politico britannico (n. 1937)
- 2020 - Ernie Phythian, calciatore inglese (n. 1942)
- 2020 - Lala Ratsimbasoa, cestista malgascia
- 2021 - Jacqueline Cator, cestista francese (n. 1934)
- 2021 - Jean Hale, attrice statunitense (n. 1938)
- 2021 - Jody Hamilton, wrestler statunitense (n. 1938)
- 2021 - Achille Lollo, attivista, giornalista e criminale italiano (n. 1951)
- 2021 - Antonio Pennacchi, scrittore italiano (n. 1950)
- 2022 - Terry Caffery, hockeista su ghiaccio canadese (n. 1949)
- 2022 - Vincenzo Carbone, magistrato e giurista italiano (n. 1935)
- 2022 - Raymond Vahan Damadian, medico statunitense (n. 1936)
- 2022 - Andrejs Rubins, calciatore e allenatore di calcio lettone (n. 1978)
- 2022 - Villiam Vecchi, calciatore e allenatore di calcio italiano (n. 1948)
- 2022 - Jackie Walorski, politica statunitense (n. 1963)
- 2023 - Michael Boyd, regista teatrale e direttore artistico britannico (n. 1955)
- 2023 - Walter Charles, baritono e attore statunitense (n. 1945)
- 2023 - Carl Davis, compositore e direttore d'orchestra statunitense (n. 1936)
- 2023 - Madre Elvira, religiosa italiana (n. 1937)
- 2023 - Mark Margolis, attore statunitense (n. 1939)
- 2023 - Raffaele Matarazzo, scrittore e saggista italiano (n. 1929)
- 2023 - Bruno Mealli, ciclista su strada italiano (n. 1937)
- 2023 - Irina Mirošničenko, attrice sovietica (n. 1942)
- 2023 - Bram Moolenaar, informatico olandese (n. 1961)
- 2023 - Nechama Tec, sociologa polacca (n. 1931)
- 2023 - Saverio Tenuta, fumettista e illustratore italiano (n. 1969)
- 2024 - Salvatore Giannone, velocista italiano (n. 1936)
- 2024 - Pasi Ikonen, orientista finlandese (n. 1980)
- 2024 - Mustapha Moussa, pugile algerino (n. 1962)
- 2024 - Roald Muggerud, calciatore norvegese (n. 1931)
- 2024 - Giorgio Sarto, architetto e politico italiano (n. 1941)
- 2024 - Mario Trufelli, giornalista, scrittore e poeta italiano (n. 1929)
- 2025 - Loni Anderson, attrice statunitense (n. 1945)
- 2025 - Nando Angelini, attore e autore televisivo italiano (n. 1933)
- 2025 - Federico Caputi, calciatore e allenatore di calcio italiano (n. 1950)
- 2025 - Fritz Lobinger, vescovo cattolico e missionario tedesco (n. 1929)
- 2025 - Giuseppe Malandrino, vescovo cattolico italiano (n. 1931)
- 2025 - Margaret W. Rossiter, storica della scienza statunitense (n. 1944)
- 2025 - Ercole Spada, designer italiano (n. 1937)
- 2025 - Ersilia Zamponi, saggista e insegnante italiana (n. 1940)